# Světový pohár v orientačním běhu 2012
Světový pohár v orientačním běhu v roce 2012 (Orienteering World Cup 2012) je série závodů v orientačním běhu. Tato soutěž je pořádaná každoročně Mezinárodním svazem orientačního běhu (IOF). První oficiální série světového poháru se konala v roce 1986 a poté každý druhý rok až do roku 2004. Od roku 2004 se světový pohár koná každoročně. V roce 2012 bylo na programu 13 bodovaných závodů: ve Švédsku, Norsku, Finsku a Švýcarsku.

## Program světového poháru 2012
| č.  | Datum             | Trať     | Místo                       | Závod                         | Vítěz muži        | Vítěz ženy             |
| --- | ----------------- | -------- | --------------------------- | ----------------------------- | ----------------- | ---------------------- |
| 1.  | 17. květen 2012   | Middle   | Falun a Mora, Švédsko       | EOC 2012                      | Olav Lundanes     | Simone Niggli-Luderová |
| 2.  | 18. květen 2012   | Long     | Falun a Mora, Švédsko       | EOC 2012                      | Olav Lundanes     | Simone Niggli-Luderová |
| 3.  | 19. květen 2012   | Sprint   | Falun a Mora, Švédsko       | EOC 2012                      | Jonas Leandersson | Simone Niggli-Luderová |
| 4.  | 23. červen 2012   | Middle   | St. Gallen, Švýcarsko       | PostFinance 2012              | Matthias Kyburz   | Simone Niggli-Luderová |
| 5.  | 24. červen 2012   | Sprint   | St. Gallen, Švýcarsko       | PostFinance 2012              | Jerker Lysell     | Simone Niggli-Luderová |
| 6.  | 14. červenec 2012 | Sprint   | Lausanne, Švýcarsko         | WOC 2012                      | Matthias Kyburz   | Simone Niggli-Luderová |
| 7.  | 17. červenec 2012 | Middle   | Lausanne, Švýcarsko         | WOC 2012                      | Edgars Bertuks    | Minna Kauppiová        |
| 8.  | 19. červenec 2012 | Long     | Lausanne, Švýcarsko         | WOC 2012                      | Olav Lundanes     | Simone Niggli-Luderová |
| 9.  | 1. září 2012      | Sprint   | Holmenkollen a Oslo, Norsko | Nordic Orienteering Tour 2012 | Olav Lundanes     | Simone Niggli-Luderová |
| 10. | 2. září 2012      | Middle   | Holmenkollen a Oslo, Norsko | Nordic Orienteering Tour 2012 | Thierry Gueorgiou | Simone Niggli-Luderová |
| 11. | 4. září 2012      | Knockout | Göteborg, Švédsko           | Nordic Orienteering Tour 2012 | Matthias Kyburz   | Emma Klingenbergová    |
| 12. | 7. září 2012      | Sprint   | Vuokatti, Finsko            | Nordic Orienteering Tour 2012 | Jonas Leandersson | Simone Niggli-Luderová |
| 13. | 8. září 2012      | Middle   | Vuokatti, Finsko            | Nordic Orienteering Tour 2012 | Matthias Kyburz   | Simone Niggli-Luderová |

## Konečné pořadí TOP - 10
| Muži     | Muži      | Muži               | Muži | Ženy     | Ženy      | Ženy                   | Ženy |
| Umístění | Země      | Jméno a příjmení   | Body | Umístění | Země      | Jméno a příjmení       | Body |
| -------- | --------- | ------------------ | ---- | -------- | --------- | ---------------------- | ---- |
| 1.       | Švýcarsko | Matthias Kyburz    | 784  | 1.       | Švýcarsko | Simone Niggli-Luderová | 934  |
| 2.       | Norsko    | Olav Lundanes      | 688  | 2.       | Finsko    | Minna Kauppiová        | 630  |
| 3.       | Švýcarsko | Matthias Merz      | 553  | 3.       | Rusko     | Taťána Rjabkinová      | 510  |
| 4.       | Švédsko   | Jonas Leandersson  | 376  | 4.       | Švédsko   | Helena Janssonová      | 476  |
| 5.       | Švédsko   | Jerker Lysell      | 364  | 5.       | Švédsko   | Tove Alexanderssonová  | 432  |
| 6.       | Francie   | Thierry Gueorgiou  | 337  | 6.       | Švýcarsko | Judith Wyderová        | 427  |
| 7.       | Francie   | Frédéric Tranchand | 329  | 7.       | Švédsko   | Annika Billstamová     | 391  |
| 8.       | Švédsko   | Gustav Bergman     | 292  | 8.       | Dánsko    | Maja Almová            | 389  |
| 9.       | Švýcarsko | Matthias Müller    | 291  | 9.       | Dánsko    | Ida Bobachová          | 386  |
| 10.      | Švédsko   | Peter Öberg        | 279  | 10.      | Norsko    | Anne M. H. Nordbergová | 354  |